# Donetsk
|  | Aquest article tracta sobre la ciutat d'Ucraïna. Vegeu-ne altres significats a «Donetsk (desambiguació)». |

Donetsk (ucraïnès: Доне́цьк, rus: Доне́цк, Iúzovka durant els anys 1869-1923, Stàlino els anys 1924-1961) és una ciutat a l'est d'Ucraïna al marge del riu Kalmius. És el centre administratiu de l'óblast de Donetsk. Està controlada per la no-reconeguda República Popular de Donetsk (RPD), tractant a la ciutat com a la seva pròpia capital, des d'abril de 2014 parcialment de facto i, des del 21 de gener de 2015, totalment. És la cinquena ciutat d'Ucraïna pel nombre de població, el qual l'1 de gener de 2014 ascendia a 949.825 persones. Al territori, subordinat a l'Ajuntament de Donetsk l'1 de gener de 2014 vivien 965.828 persones.
El govern d'Ucraïna durant el conflicte armat a l'est del país traslladà les institucions de l'Administració Provincial Estatal de Donetsk en un principi a Mariúpol, mentre que l'octubre de 2014 a Kramatorsk.

## Història
Donetsk fou fundada el 1869 quan l'empresari gal·lès John Hughes construí una fàbrica d'acer i diverses mines de carbó a prop d'un assentament cosac. En un principi, el poble rebé el nom de Iúzivka, 'ciutat de Hughes' (Iúzovka en rus), utilitzant Iuz com una aproximació fonètica russa o ucraïnesa del nom Hughes.
A inicis del segle xx, Iúzivka tenia aproximadament 50.000 habitants, principalment immigrants dels territoris russos del voltant. El 1917 guanyà l'estatus de ciutat.
El 1924, durant l'era soviètica, el nom de la ciutat fou canviat pel de Stalin, en honor de Ióssif Stalin. Aquell any, la ciutat tenia 64.000 persones, i l'any següent va arribar als 80.000. El 1931 la ciutat canvià de nou el nom per anomenar-se, aquest cop, Stalino (de fet, Staline en 1931-1943).
A principis de la II Guerra Mundial, la població de Stalino era de 507.000 habitants, que es veié reduïda, després de la guerra, a 175.000. L'exèrcit nazi ocupà la ciutat des del 16 d'octubre de 1941 al 5 de setembre de 1943. La invasió nazi feu que la ciutat quedés pràcticament destruïda. De fet, s'hagué de reconstruir després de la guerra.
Durant la segona onada de desestalinització promoguda per Nikita Khrusxov el novembre de 1961, totes les ciutats soviètiques que havien rebut un nom per honorar a Stalin foren rebatejades. Stalino s'anomenà, des d'aleshores, Donetsk, nom derivat del riu Donets, afluent del Don.
En el marc de les protestes a Ucraïna de 2013 i 2014 i la secessió de Crimea i la seva posterior adhesió a Rússia, un grup de manifestants prorusos va prendre l'edifici del govern local el 7 d'abril de 2014, i van proclamar la República Popular de Donetsk. amb la finalitat de celebrar un referèndum on es plantejarà l'adhesió a Rússia l'11 de maig de 2014, i ha demanat que Rússia defensi el poble rus resident en aquesta ciutat dels embats criminals d'Ucraïna.

## Geografia
Donetsk es troba enmig de l'estepa d'Ucraïna, envoltat de boscos dispersos, pujols, rius i llacs. La perifèria nord de la ciutat s'utilitza principalment per a l'agricultura. El mar d'Azov, 95 km al sud de la ciutat, és una popular zona de recreació per a les persones que viuen a Donetsk. Un cinturó ample de terres agrícoles envolta la ciutat. La ciutat s'estén 28 km de nord a sud i 55 km d'est a oest. Hi ha dos embassaments als voltants: Nijnekalmius (60 ha), i el "mar Donetsk" (206 ha). Cinc rius flueixen a través de la ciutat, incloent-hi el Kalmius, Asmolivka (13 km), Txerepaixkina (23 km), Skomoroixka i Bakhmutka. El clima és del tipus continental. Les temperatures mitjanes són de -5° C al gener i 18° C al juny. La mitjana de precipitacions anuals totals és de cent seixanta-dos dies i fins a 556 mil·límetres per any.

## Divisions administratives
| Raion de Bydionivskyi Raion Voroshylovskyi Raion de Kalininskyi Raion Kyivskyi Raion de Kirovskyi | Raion Kuibyshevskyi Raion de Leninskyi Raion de Petrovskyi Raion de Proletarskyi |

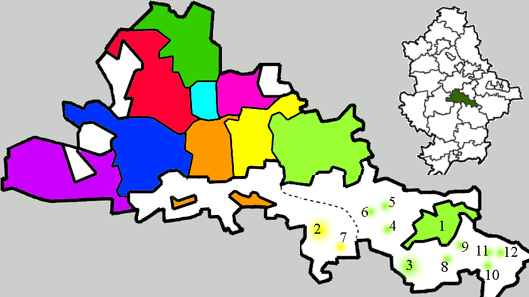
Raions de Donetsk:

Donetsk és el centre administratiu, de l'Óblast de Donetsk. La ciutat és la capital de la Municipalitat de Donetsk. La ciutat està dividida en 9 districtes, o raions.
| # | Raions                  | Ucraïnès             | Àrea   | Població |
| - | ----------------------- | -------------------- | ------ | -------- |
| 1 | Raion de Budionivskyi   | Будьонівський район  | 25 km² | 100.300  |
| 2 | Raion de Voroshylovskyi | Ворошилівський район | 10 km² | 97.300   |
| 3 | Raion de Kalininskyi    | Калінінський район   | 19 km² | 109.700  |
| 4 | Raion de Kyivskyi       | Київський район      | 33 km² | 143.700  |
| 5 | Raion de Kirovskyi      | Кіровський район     | 68 km² | 171.700  |
| 6 | Raion de Kuibyshevskyi  | Куйбишевський район  | 51 km² | 120.800  |
| 7 | Raion de Leninskyi      | Ленінський район     | 37 km² | 107.800  |
| 8 | Raion de Petrovskyi     | Петровський район    | 57 km² | 88.600   |
| 9 | Raion de Proletarskyi   | Пролетарський район  | 58 km² | 102.800  |

## Composició ètnica
| Ètnia      | Nombre  | Percentatge |
| Russos     | 493.392 | 48.15       |
| Ucraïnesos | 478.041 | 46.65       |
| Belarussos | 11.769  | 1.15        |
| Grecs      | 10.180  | 0.99        |
| Jueus      | 5.087   | 0.50        |
| Tàtars     | 4.987   | 0.49        |
| Armenis    | 4.050   | 0.40        |
| Àzeris     | 2.098   | 0.20        |
| Georgians  | 2.073   | 0.20        |
| Altres     | 13.001  | 1.27        |
| ---------- | ------- | ----------- |

El 1991 un terç de la població es descrivien com russos i un terç ucraïnesos, mentre que la majoria de la resta ho feien com eslaus. El 1926 el 52,6% dels habitants eren russos, el 26,1% ucraïnesos i el 10,7% jueus.

## Transports
Les principals formes de transport dins de Donetsk són tramvies, autobusos elèctrics, autobusos i troleibusos o marshrutkas (minibusos privats). El sistema de transport públic és controlat per l'empresa pública Dongorpastrans. La ciutat compta amb 12 línies de tramvia (al voltant de 130 km), 17 línies de troleibús (al voltant de 188 km) i prop de 115 línies d'autobús. Tant el tramvia com els sistemes de troleibusos a la ciutat són servits per dues estacions cadascun. Un altre mitjà de transport dins de la ciutat és el taxi.
La ciutat també compta amb autoestacions situades dins de la ciutat i els seus suburbis, com l'autoestació Iujni (Sud), que serveix principalment el transport de les línies cap al sud, d'aquí el seu nom; l'autoestació Tsentr (Centre), que serveix de transport en la direcció de Marinka i Vuhledar així com transport interurbà; l'autoestació Kriti Rínok (mercat interior), que serveix principalment el transport en el nord i est; i l'autoestació Putílovski, que serveix principalment al nord i al nord-oest.
La construcció del sistema de metro de la ciutat, iniciat en 1992, va ser abandonat en 2012 a causa de la falta de fons. No hi ha línies o estacions acabades.